# Granatapfel
Der Granatapfel (Punica granatum) ist eine der beiden Pflanzenarten aus der Gattung der Granatäpfel (Punica) innerhalb der Familie der Weiderichgewächse (Lythraceae). Die Granatapfelfrucht dient vielfältig als Nahrungsmittel. Das Verbreitungsgebiet des Granatapfels liegt in West- bis Mittelasien; seit der Antike wird er unter anderem im Mittelmeerraum, Iran, Afghanistan und Nordindien angebaut.

## Name
Der Gattungsname Punica leitet sich von lateinisch punic(e)us, „punisch“ ab und geht auf die römische Bezeichnung für die Phönizier zurück.
Lateinisch wurde der Granatapfel auch Malum punicum („Punischer Apfel“) genannt. Der deutsche Trivialname Granatapfel (mittelhochdeutsch auch Margramapfel) und der lateinische Artname Granatum (über granatus von lateinisch granum, „Korn“, „Kern“, „Samen“) wurde wegen der zahlreichen in den Früchten enthaltenen Samenkörner (mittelhochdeutsch margramkern, „Granatapfelkerne“) geprägt.
Punica granatum ist eine mittellateinische Bezeichnung von lateinisch malum granatum („mit Kernen versehener Apfel“).

## Beschreibung

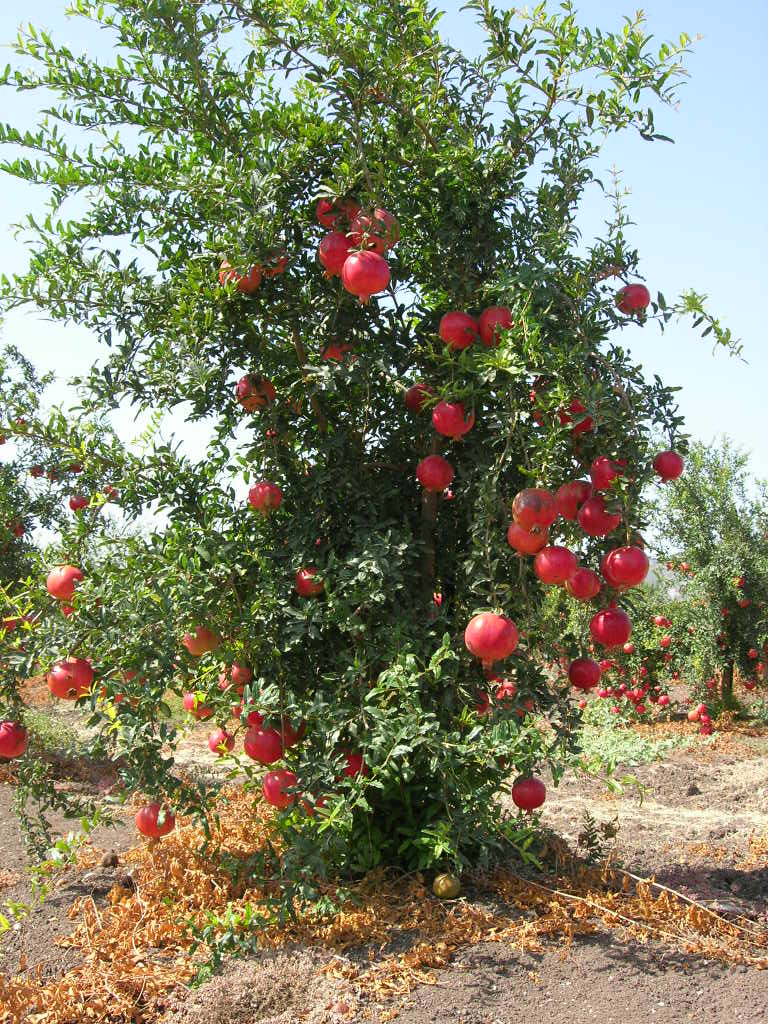
Habitus, Laubblätter und Früchte

### Erscheinungsbild und Blatt
Der Granatapfel wächst als sommergrüner, normalerweise laubabwerfender, aber auch immergrüner, kleiner Baum und wird oft als Strauch kultiviert; er erreicht Wuchshöhen bis zu fünf Metern, aber auch höher, wird bis zu drei Metern breit und kann einige hundert Jahre alt werden. Die Pflanzenteile sind kahl. Es gibt auch strauchige Zwergformen mit einer Wuchshöhe bis zu einem bis 1,5 Metern, z. B. den Zwerggranatapfelbaum (als natürliche Zwergform Punica granatum var. nana, als Zuchtform Punica granatum ‘Nana’). Die Rinde ist rot-braun bis grau, anfänglich glatt, später furchig, schuppig, später wird die Rinde grau-braun. Die jungen Zweige sind oft vierkantig, stielrund und enden oft in einem Dorn.
Die gegenständigen auch wirteligen oder kreuzgegenständigen, ganzrandigen Laubblätter sind in Blattstiel und -spreite gegliedert. Die kurzen Blattstiele sind zwei bis zehn Millimeter lang. Die einfache, oberseits glänzende, dunkelgrüne, unterseits blassere und mattere, wachsig-lederige, teils asymmetrische Blattspreite ist bei einer Länge von zwei bis neun Zentimetern sowie einer Breite von einem bis zwei Zentimetern lanzettlich, eilanzettlich bis verkehrt-eilanzettlich oder länglich mit sich verschmälernder Spreitenbasis und stumpfem bis rundspitzigem oder spitzem bis stachelspitzigem oberen Ende. Es liegt Fiedernervatur mit auffälliger, oberseits eingedrückter und unterseits erhabener Mittelader vor. Die jungen Laubblätter sind teils rötlich-grün, im Herbst färben sie sich gelb. Nebenblätter fehlen.

### Blüte

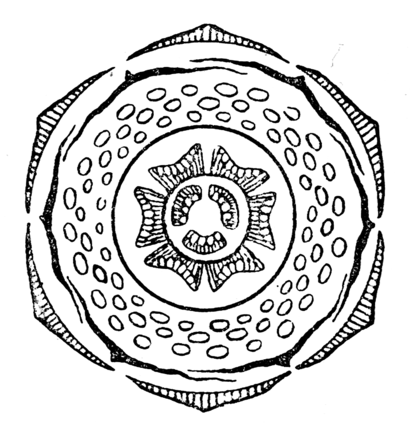
Blütendiagramm

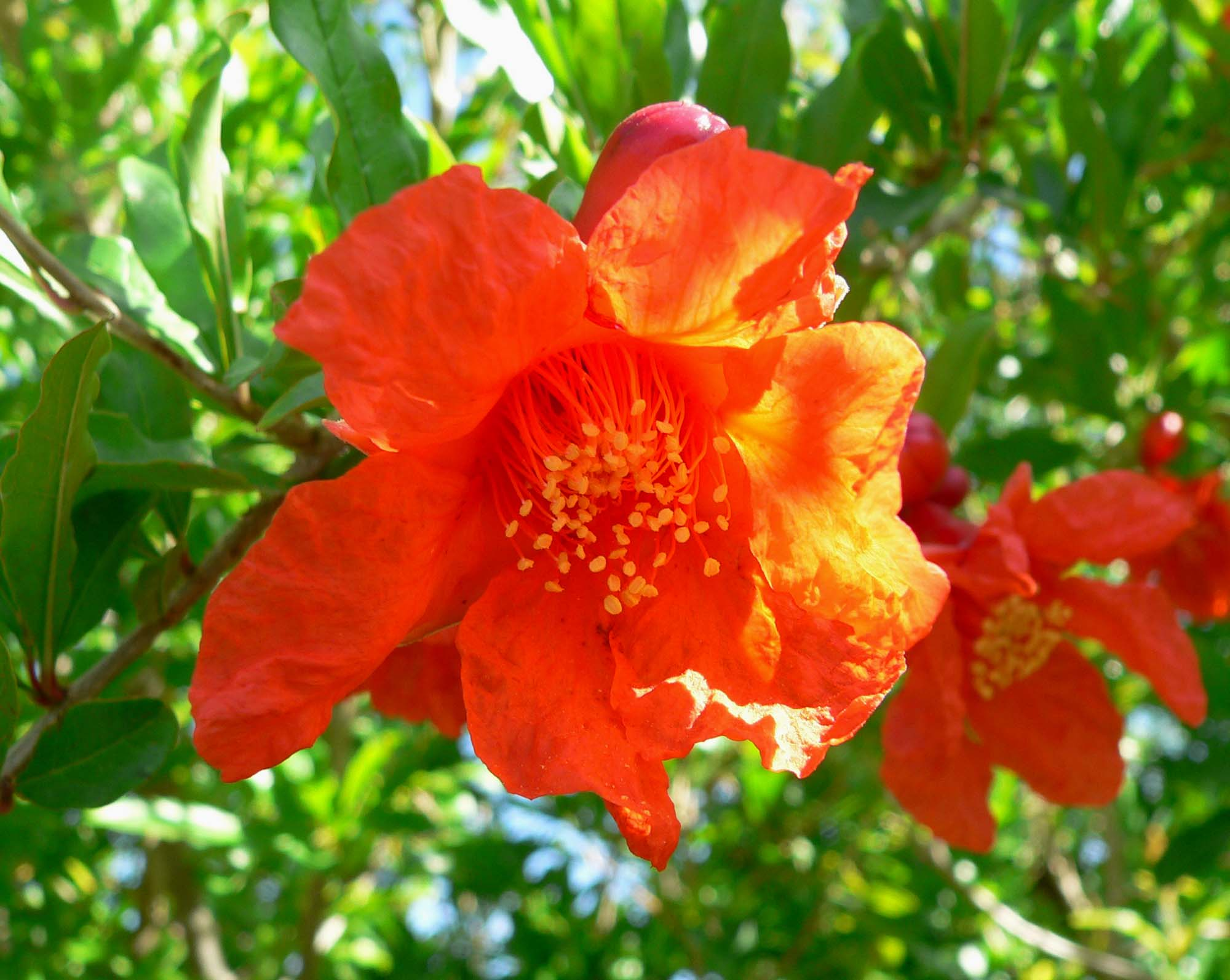
Geöffnete Blüte mit vielen Staubblättern

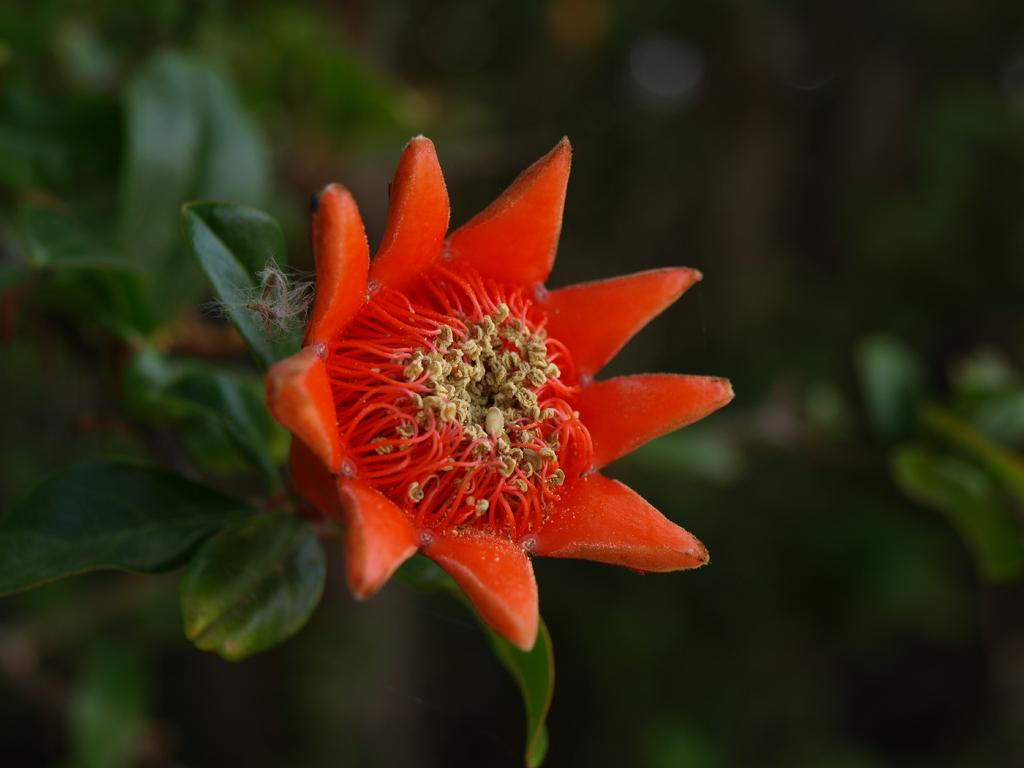
Blüte im Endstadium

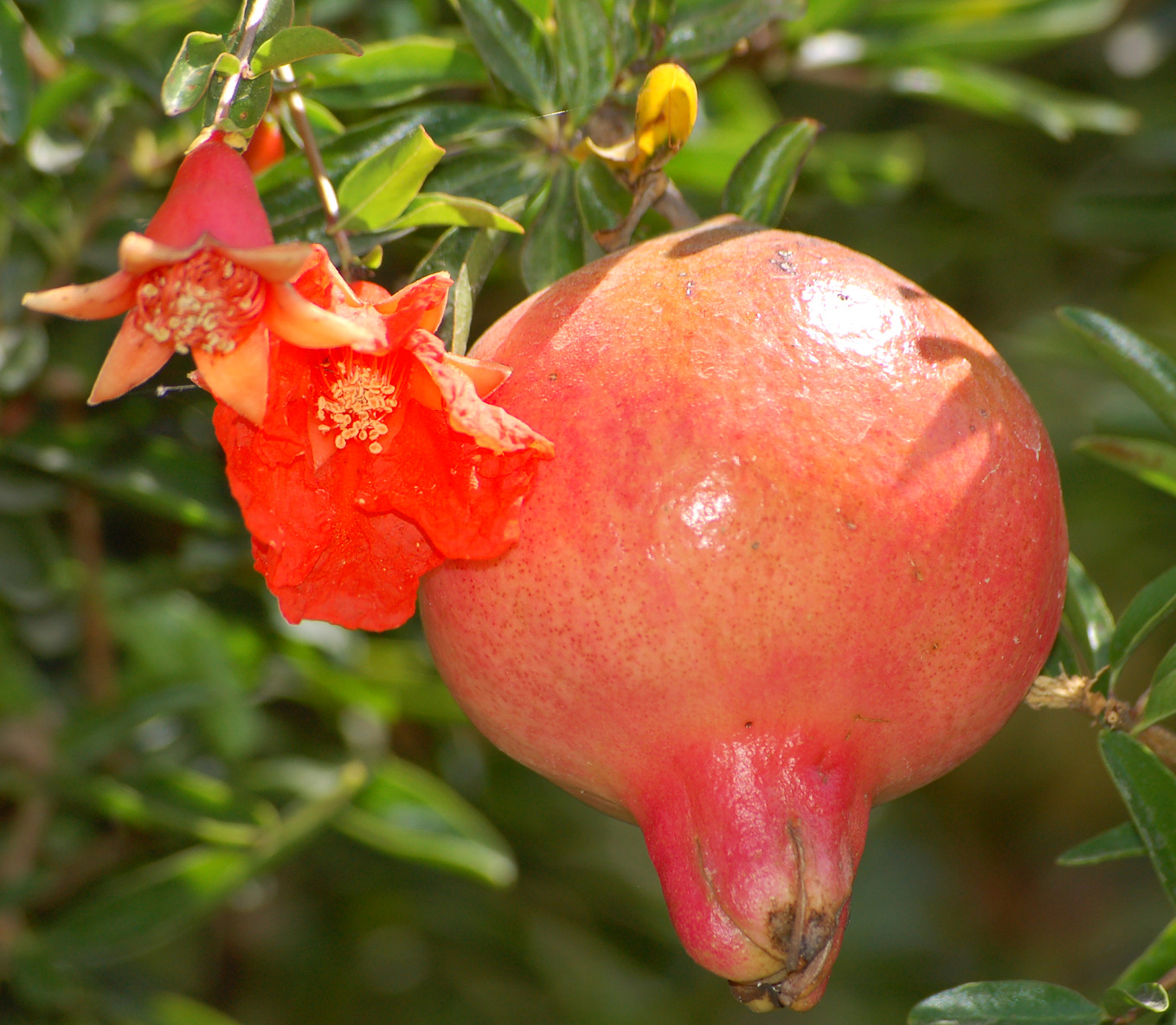
Granatapfelfrucht und Blüten

Die Blütezeit liegt normalerweise im Frühjahr und Sommer, in China zwischen März und Juli, in manchen Regionen sind zwei oder drei Blütezeiten üblich. Die geruchlosen Blüten stehen endständig einzeln oder in kleinen Gruppen an den Zweigenden. Die bei einer Länge von 3,5 bis sieben Zentimetern sowie einem Durchmesser von drei bis vier Zentimetern relativ großen, mehrheitlich zwittrig urnenförmigen oder auch unfruchtbar männlich glockenförmigen Blüten sind fünf- bis neunzählig mit doppelter Blütenhülle. Auch gibt es noch dazwischenliegende, röhrenförmige, teilweise fruchtbare Blüten, mit verkürztem Griffel. Die fünf bis neun an der Basis verwachsenen, wachsig-ledrigen zwei bis vier Zentimeter langen, fleischigen Kelchblätter sind normalerweise orangerot bis hellgelb. Sie sind aufrecht-dreieckig, mit ausgebogenen Zipfeln und formen basal einen etwa zwei bis drei Zentimeter langen und bis 1,5 Zentimeter breiten Kelch. Die fünf bis neun roten, orangen, selten weißen; mit hellgelben Kelchblättern und freien, rüschigen, zarten Kronblätter sind bei einer Länge von 1,5 bis drei Zentimetern sowie einer Breite von ein bis zwei Zentimetern verkehrt-eiförmig mit gerundetem oder stumpfem oberen Ende. Die sehr vielen Staubblätter (bis über 300) sind kreisig angeordnet und können die Blütenkrone überragen. Die dorsifixen Staubbeutel sind gelblich-weiß und die Staubfäden rötlich-orange.
Der unterständige Fruchtknoten ist acht- bis 13-kammerig. Die verwachsenen Fruchtblätter sind überlagert, in verschiedenen Wirteln (in der Regel zwei bis drei) im Fruchtknoten angeordnet (coenokarp-synkarp). Die Plazentation ist bei den unteren zentralwinkelständig, bei den oberen parietal. Die Narbe ist kopfig, dreilappig und liegt tiefer als die Staubbeutel.
Es gibt auch teilweise fruchtbare „Zier-Granatäpfel“ in teils anderen Farben (rosa, gelb), bei denen die Staubblätter ganz oder teilweise in mehr Blütenblätter umgewandelt sind (Petalodie).

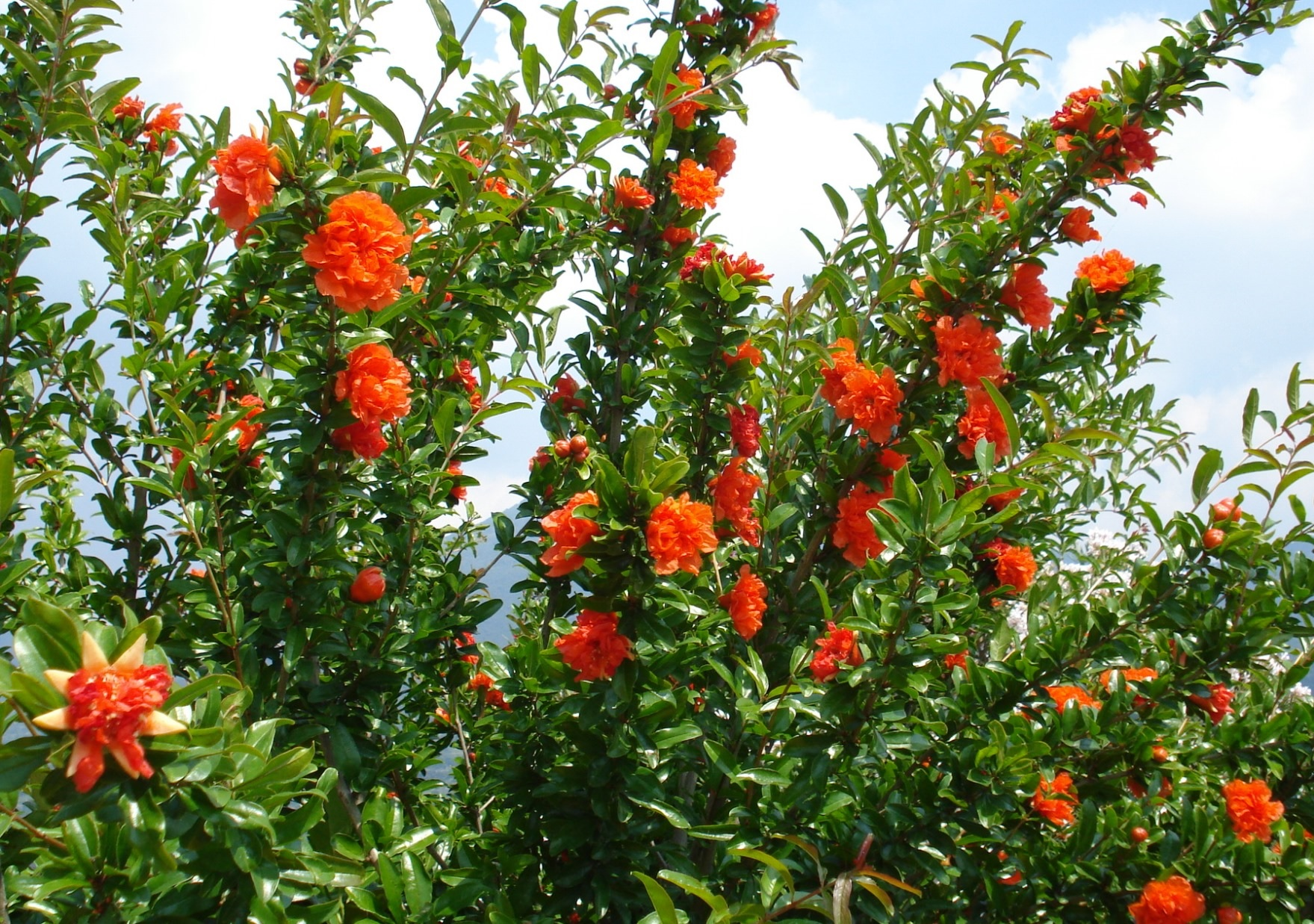
Granatapfel mit gefüllten Blüten

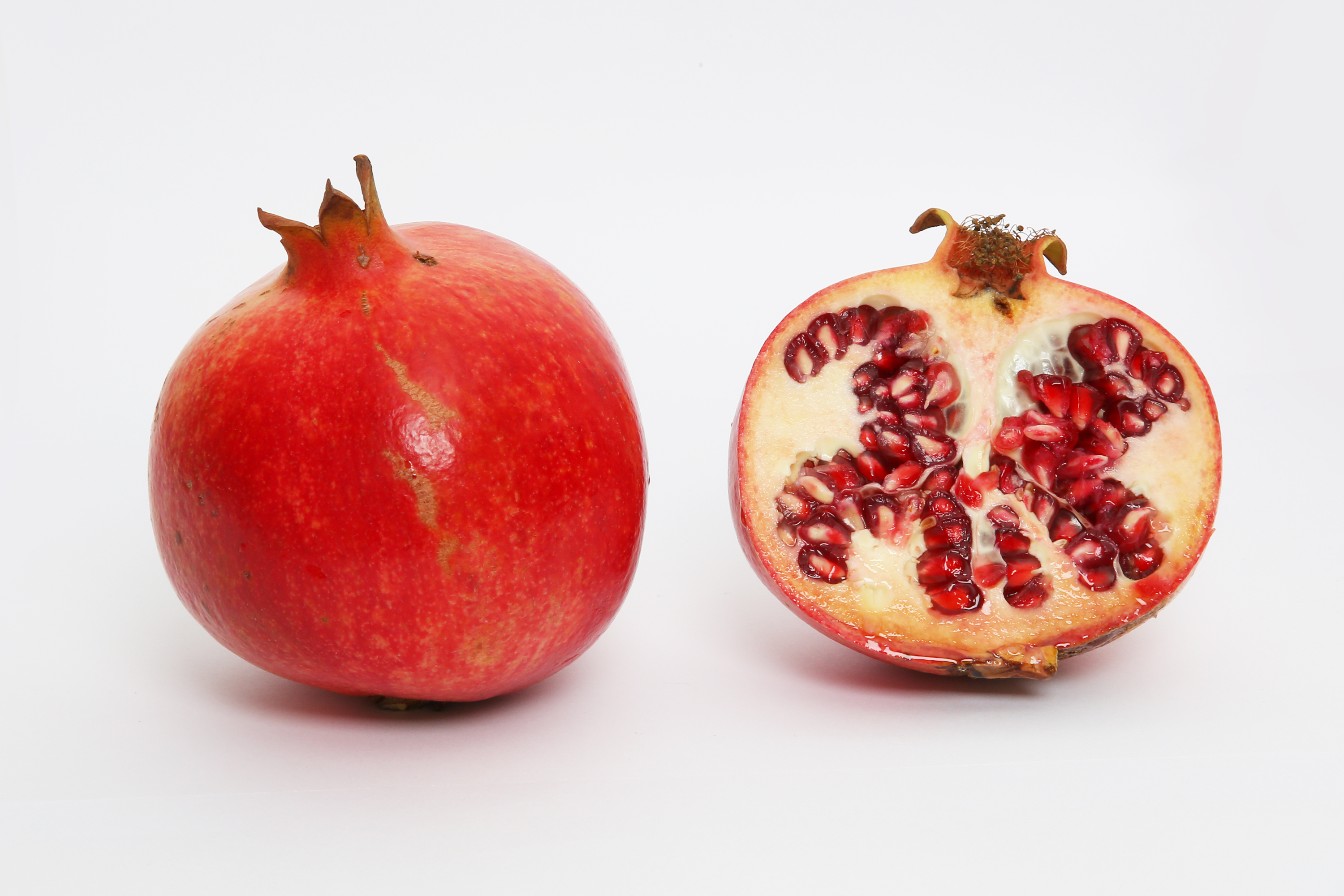
Granatapfel, geschlossen und im Schnitt

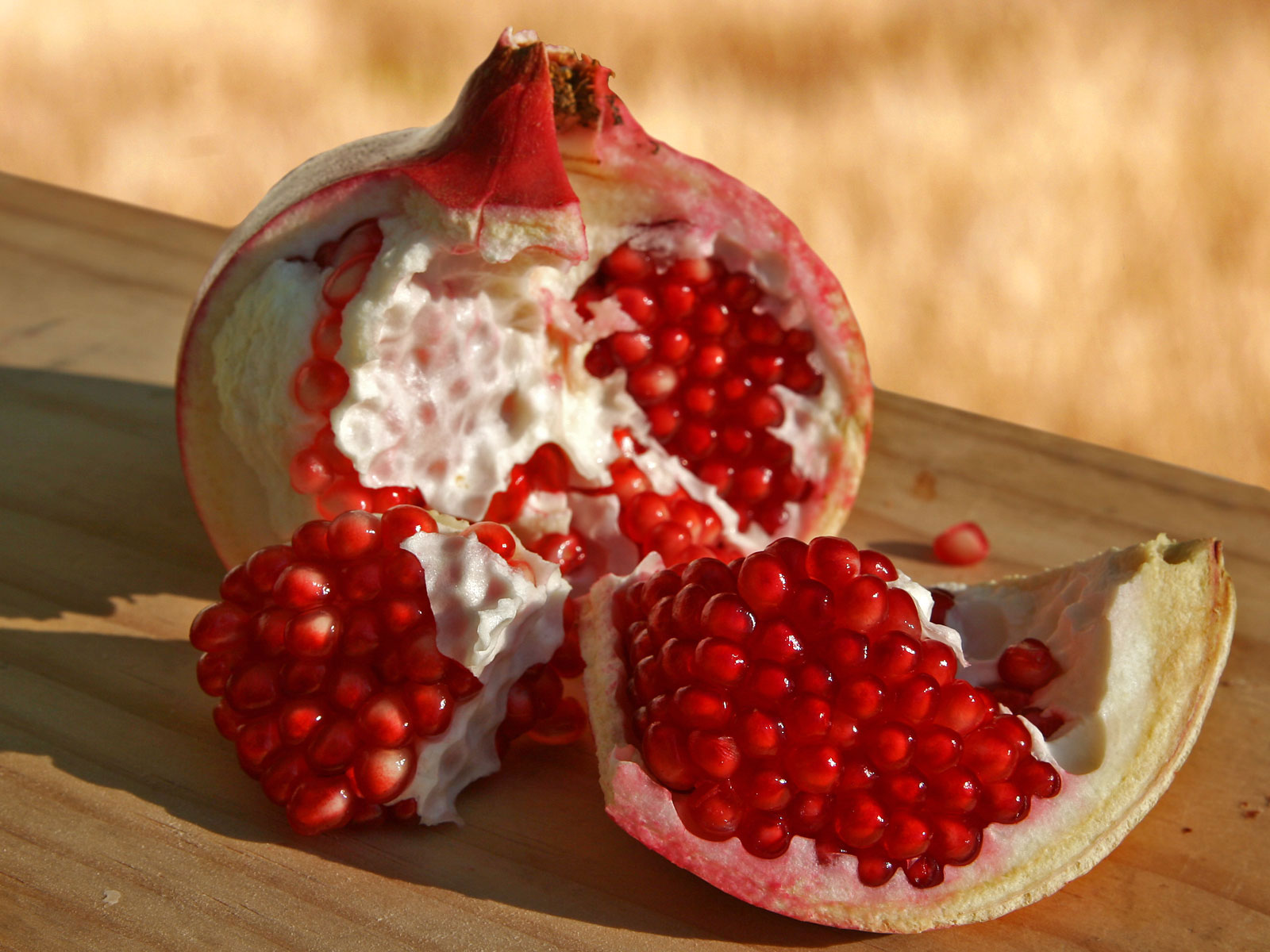
Aufgebrochener Granatapfel

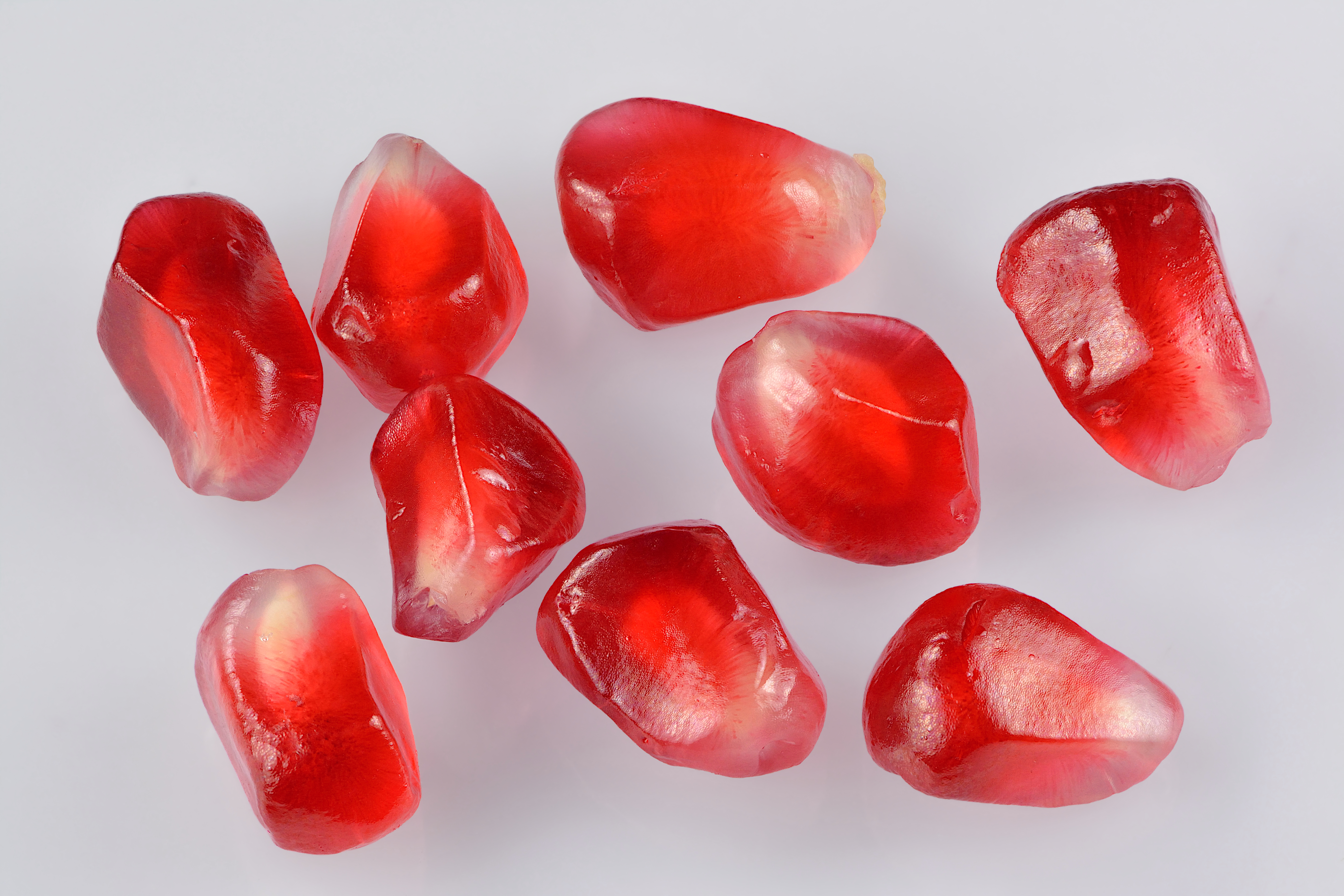
Durchscheinende „Samenhüllen“

### Frucht und Samen
Die bei einem Durchmesser von normalerweise fünf bis zwölf Zentimetern und 150 bis 500 Gramm schwere, aber auch bis 20 Zentimeter große und 500 bis über 1000 Gramm schwere, kugelige, apfelähnliche, anfangs grüne, später orangerote, rote bis gelb-grüne oder gelblich-braune, auch schwarz-violette Frucht ist der Grenzfall einer ledrigen Beere, da das Fruchtfleisch nicht fleischig ist, aber nicht verholzt. Diese spezielle Fruchtform des (wilden) Granatapfels wird auch als Balausta oder Balaustia (von lateinisch balaustium bzw. griechisch balaustion, „Blüte des wilden Granatbaumes“) bezeichnet.
Der Granatapfel ist eine Scheinfrucht (anthocarp), die aus den Kelchblättern, dem Blütenboden und dem Gynoeceum gebildet wird. Sie ist gekrönt von den haltbaren, manchmal einen Kragen oder eine Spitze ausformenden Kelchzipfeln und den haltbaren Staubblättern. Das weißlich-hellrötliche, bittere, schwammige Mesokarp wird – wie bei den Citrusfrüchten – als „Albedo“ bezeichnet. Dieses ist in einzelne Kammern unterteilt, in denen sich die Samen befinden. Die Trennwände dieser Kammern werden als „Membrane“ bezeichnet.
Die kantigen, polyhedralen (vielflächigen), rubinroten bis rosafarbenen oder gelblich-weißen Samen sind mit einer glasigen, leicht durchscheinenden, saftig-prallen, herbsüßen „Samenhülle“ (Sarkotesta, Arillus) umgeben, die bei Druck leicht zerplatzt. Die Samen mit „Hüllen“ sind bis zu 15 Millimeter lang und ca. fünf bis zehn Millimeter breit. Die eigentlichen, weichen bis harten Samen sind eiförmig und weißlich und sechs bis zehn Millimeter lang und zwei bis fünf Millimeter breit. Die Frucht enthält etwa 200 bis über 1000 Samen. Die Tausendkornmasse ohne fleischige „Samenhülle“ beträgt ca. 30 bis 40 Gramm, mit beträgt sie ca. 370 bis 400 Gramm.
Die Frucht öffnet sich bei Vollreife unregelmäßig. Die Früchte reifen nach der Ernte nicht nach; sie zählen zu den nichtklimakterischen Früchten. Die Zeit bis zur Fruchtreife nach der Blütezeit beträgt etwa 130 bis 175 oder etwas mehr Tage.

### Chromosomensatz
Die Chromosomenzahl beträgt 2n = 16 oder 18.

## Ökologie
In Südtirol wurden blütenbesuchende Käfer der Gattungen Cetonia und Trichodes beobachtet. Sie führen auch Fremdbestäubung herbei. Der Granatapfel ist selbst- oder fremdbestäubt.

## Verbreitung

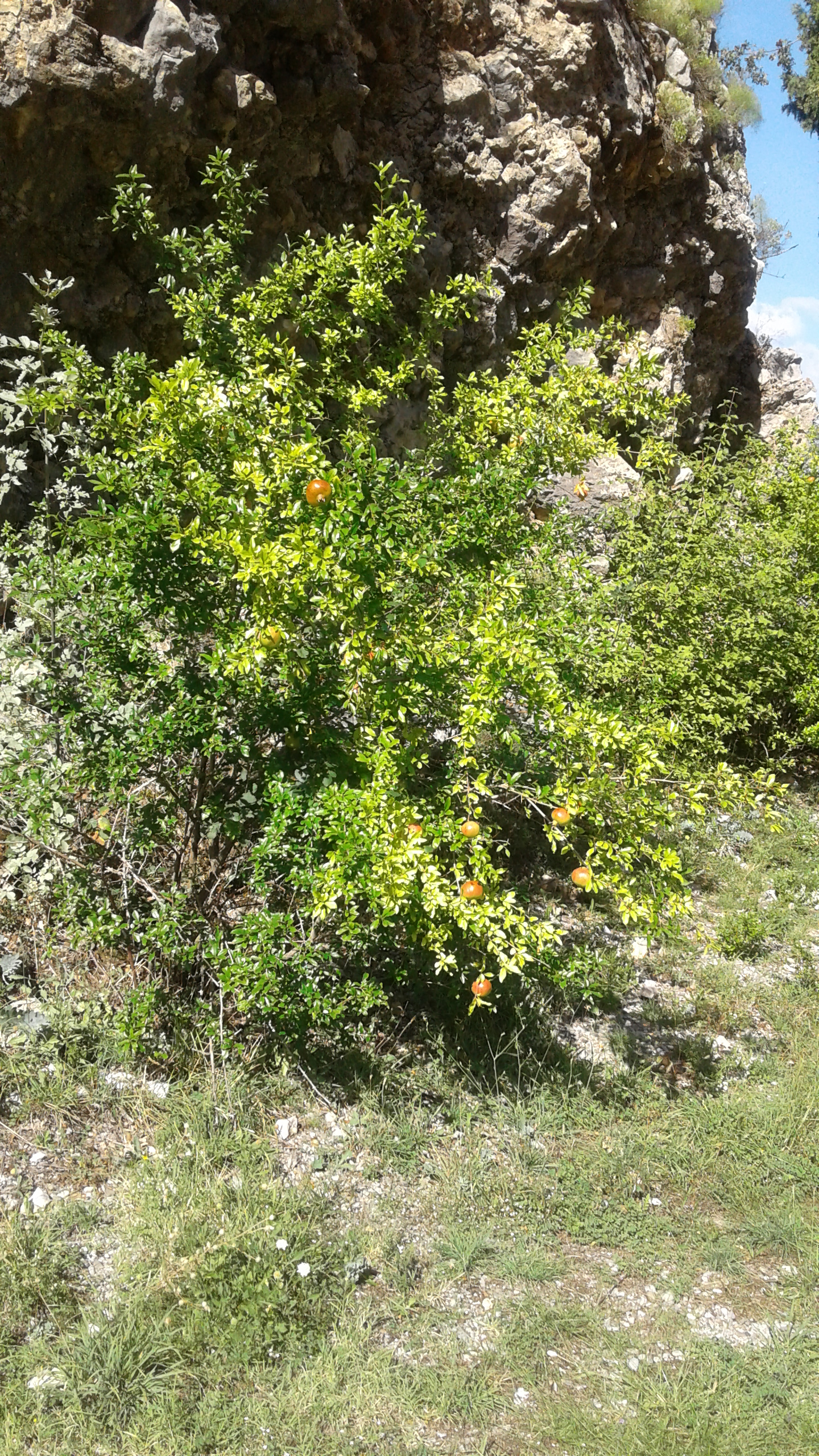
Habitus

Das ursprüngliche Verbreitungsgebiet des Granatapfels liegt im westlichen bis mittleren Asien, von der Türkei über den Kaukasusraum (Dagestan) bis in den Iran sowie Irak und Zentralasien (Tadschikistan, Turkmenistan) bis zu den indischen Bundesstaaten Himachal Pradesh, Jammu and Kashmir sowie Uttar Pradesh.
Iran zählt zu den Hauptproduzenten weltweit.
Im Mittelmeerraum und im Nahen Osten, beispielsweise in Aserbaidschan, im Iran, in Armenien, Ägypten, Spanien, Marokko, Tunesien, Syrien, Palästina, Israel und in Anatolien, wird der Granatapfel seit Jahrtausenden kultiviert (siehe auch Gartenkunst). In Indien wird der Granatapfel als Gewürz angebaut. Auch in Fernost-Asien tritt der Granatapfel auf. In Indonesien ist er als delima bekannt. Er wird heute auch in den USA, Chile, Südafrika, Australien, Argentinien und Brasilien angebaut.
Einige Sorten des Granatapfels gedeihen in wintermilden Regionen Mitteleuropas. Ein Strauch blüht zum Beispiel im Vorgarten des Museums für Kunstgewerbe in Budapest oder im Botanischen Garten in Halle (Saale). Im Zuge der spanischen Kolonialisierung gelangte der Granatapfel in die Karibik und nach Lateinamerika.
In Mitteleuropa kommt der Granatapfel aus Gärten verwildert an trockenen Hängen und an Felsen im Rhonetal, im südlichen Tessin und in Südtirol vor. In Südtirol steigt er bei Partschins bis 600 Meter Meereshöhe auf. Die ökologischen Zeigerwerte nach Landolt et al. 2010 sind in der Schweiz: Feuchtezahl F = 2 (mäßig trocken), Lichtzahl L = 4 (hell), Reaktionszahl R = 3 (schwach sauer bis neutral), Temperaturzahl T = 5 (sehr warm-kollin), Nährstoffzahl N = 2 (nährstoffarm), Kontinentalitätszahl K = 2 (subozeanisch).

## Taxonomie
Die Erstveröffentlichung von Punica granatum erfolgte 1753 durch Carl von Linné in Species Plantarum, Tomus I, S. 472.

## Nutzung

### Kulturgeschichte

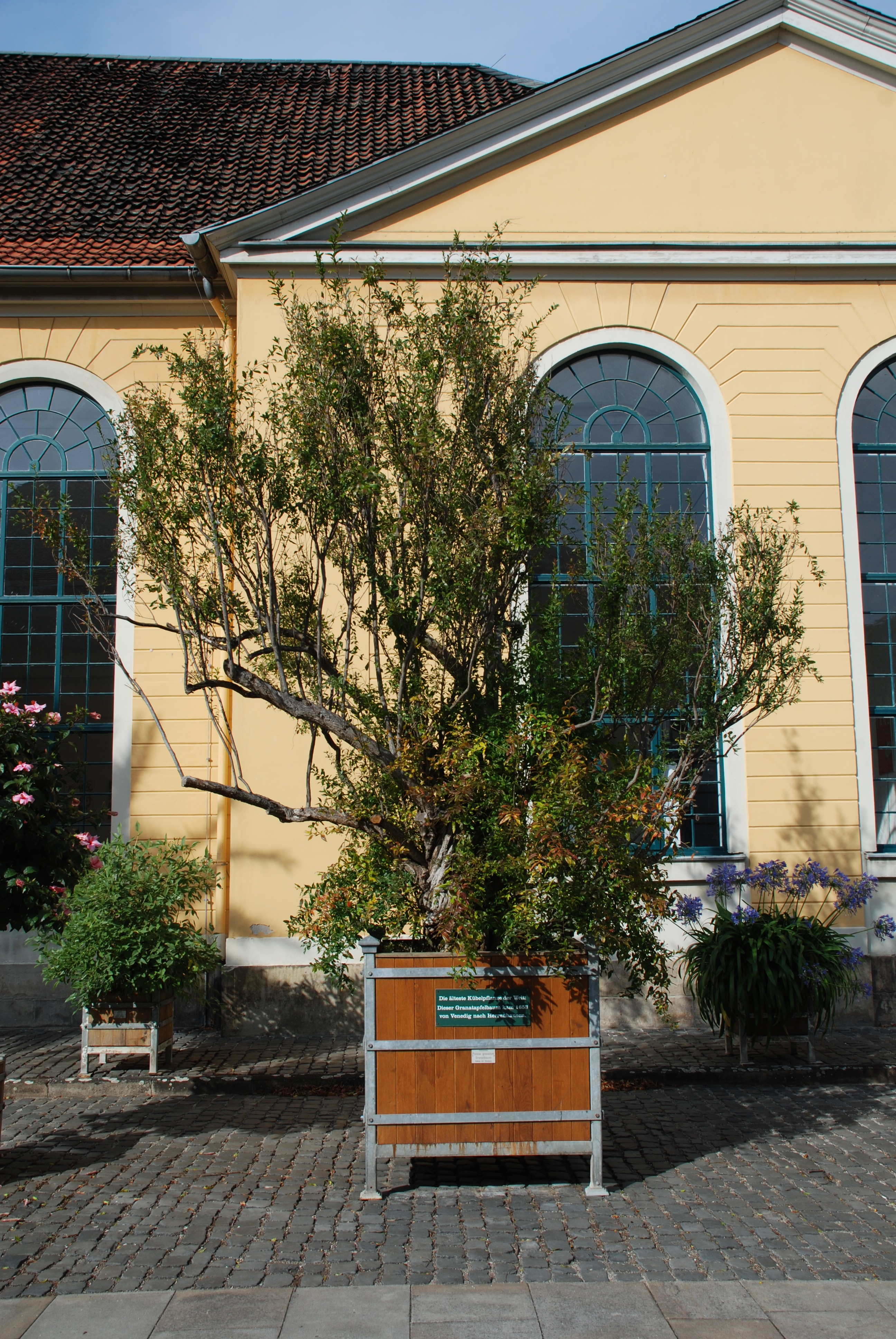
Granatapfelbaum aus dem Jahr 1653 in den Herrenhäuser Gärten

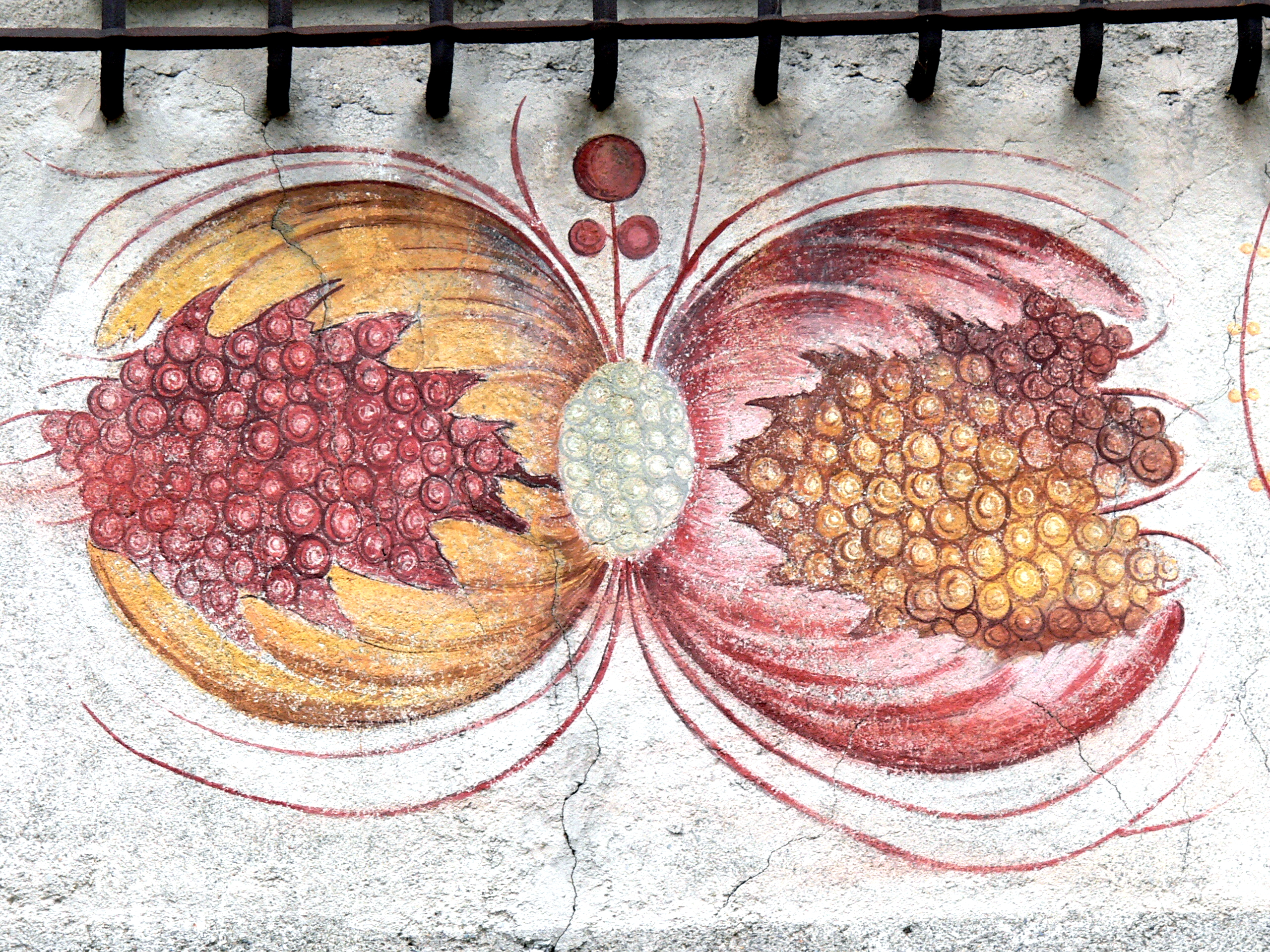
Granatapfel (1550), Stiftsmuseum Innichen (Südtirol)

Die archäologischen Überlieferungsbedingungen für Granatäpfel sind schlecht, da die Frucht meist frisch verzehrt wird und die wasserreiche Schale beim Erhitzen explosionsartig zerbirst. Versuche zeigten, dass lediglich alte Granatäpfel mit relativ ausgetrockneter Schale die Chance haben, zu verkohlen und so überliefert zu werden. Ein verkohlter Granatapfel wurde in den frühbronzezeitlichen Schichten des Tel es-Sa'idiyeh in Jordanien gefunden. Auf Zypern und in Ägypten wurden in der späten Bronzezeit farbige Glasgefäße in Form eines Granatapfels hergestellt. Das bei Kaş in der Türkei gefundene Schiff von Uluburun enthielt zyprische Vorratskrüge mit über 1000 Granatapfelsamen.
Granatäpfel wurden als Grabbeigabe in einer Grabkammer eines hohen ägyptischen Beamten aus der Zeit von Ramses IV. gefunden. Im jordanischen Tell Deir ʿAllā im Jordantal wurden Granatäpfel in eisenzeitlichen Schichten geborgen. Im Opferschacht (Favissa) eines eisenzeitlichen Tempels bei ʾEn Hazeva in Edom fanden sich Steinanhänger in Granatapfelform. In der Abiʾor Höhle bei Jericho, die den Rebellen des Bar-Kochba-Aufstandes im Herbst 135 n. Chr. als Unterschlupf diente, wurde unter anderem ein Stück Granatapfelrinde gefunden, ein ähnlicher Fund stammt aus der Cave of the Spear in der Nähe von ʾEn Gedi in Israel.
In Deutschland ist der Granatapfel etwa im mittelalterlichen Konstanz archäologisch nachgewiesen.

### Obstbau
Es ist eine Vielzahl von Formen gezüchtet worden, wobei teils die Blüten, teils die Früchte das Zuchtziel darstellten.
Die kultivierte Pflanze ist kälteempfindlich, Temperaturen unter 12 °C können sie beschädigen. In der Ruhephase kann sie jedoch auch kurzen, nicht zu starken Frost ertragen. Einige Sorten aus kontinentalklimatischen Regionen wie Russland oder Usbekistan gelten sogar als frosthart bis zu zweistelligen Minusgraden und werden zum Beispiel in Usbekistan trotz strenger Winter, die mit denen in Mitteleuropa verglichen werden können, gewerblich angebaut. Der Granatapfel gedeiht am besten auf sandigen, durchlässigen, fruchtbaren Böden mit langen und heißen Sommern bis in eine Höhe von 2700 Metern. Er bevorzugt eine geschützte, sonnige Lage sowie nicht zu starken Niederschlag und übersteht gut auch Trockenperioden.
Die Früchte werden von September bis Dezember geerntet. Granatäpfel können bei 0–5 °C mehrere Monate gelagert werden. Die Früchte können etwas eintrocknen, bleiben im Inneren aber saftig. Alte Früchte sind nicht mehr rund, sondern nehmen durch die Austrocknung der Schale eine kantige Form an.

### Zubereitung
Am besten ist es, die Spitze etwa 1,5 cm hoch abzuschneiden, dann die Trennwände der einzelnen Kammern außen einzuschneiden und die Frucht dann sternförmig aufzubrechen. Man kann auch die Spitze und den Strunk aus-, abschneiden und die bittere Schale abschnittweise an der Haut einritzen und aufbrechen oder die Frucht einfach halbieren. Ebenso kann man den Granatapfel in einer Schüssel mit Wasser aufbrechen. Die Kerne sinken ab, während die Schale und die weißen Häutchen auf dem Wasser schwimmen und so leicht zu trennen sind. Die Samen kann man mit den Fingern oder mit einem Löffel herauslösen, auch lassen sie sich durch Klopfen auf die Außenschale der zerteilten Frucht lösen.

### Verwendung
Granatäpfel und ihr gepresster Saft sind im Mittelmeerraum, im Nahen Osten, in den USA, in Südeuropa und seit einigen Jahren auch in Mittel- und Nordeuropa weit verbreitet. Aus dem Saft wird auch Granatapfelwein gewonnen, der vor allem von Armenien und Israel exportiert wird. Das Fruchtfleisch oder der Saft des Granatapfels werden zur Verfeinerung von Wild- oder Geflügelgerichten oder in Obstsalaten verwendet.
Granatbaumrinde ist ein traditionelles Gerbmittel, die Schale des Granatapfels ein traditioneller Farbstoff für Orientteppiche. Auch in Indien wurde sie zum Färben von Wolle in Gelb- und Schwarztönen verwendet. Mit einem Extrakt aus der Wurzel des Granatapfelbaumes können mit einer Eisenbeize tief dunkelblaue Farbtöne erzeugt werden.
Grenadinesirup, der früher aus Granatapfelsaft hergestellt wurde, gibt dem Tequila Sunrise und verschiedenen anderen Cocktails seinen fruchtigen Geschmack und seine rote Färbung.

## Inhaltsstoffe
Der Granatapfel sowie die nicht essbaren Blüten und Blätter enthalten größere Mengen bioaktiver Substanzen, insbesondere Polyphenole, Flavonoide, Anthocyane und Gallotannine. Dabei ist der Anteil der Antioxidantien in der Schale am höchsten.

### Schale und Samen
Die Schale bzw. Fruchtwand (das Perikarp) des Granatapfels, welche im Mittelalter als Psidia bezeichnet wurde, enthält neben Polyphenolen, Flavonoiden, Ellagitanninen und Vorläufer von Anthocyanen auch verschiedene Mineralstoffe wie Kalium, Calcium oder Magnesium sowie komplexe Polysaccharide. Die essbaren Samen weisen hohe Mengen an Gallotanninen (Punicalagin, Punicalin, Gallagsäure oder Ellagsäure) und Anthocyane (z. B. Chrysanthemin oder Myrtillin) auf, die stark entzündungshemmende und  antioxidantische Effekte haben. In der Samenschale wurden auch verschiedene organische Säuren wie beispielsweise Ascorbinsäure, Citronensäure oder Äpfelsäure identifiziert. Der fleischige Samenmantel (Arillus) besteht größtenteils aus Wasser (85 %), daneben Zucker (10 %), Pektin (1,5 %), aber auch Polyphenolen und Anthocyanen. Im Kernöl (Granatapfelsamenöl, auch Granatapfelkernöl) finden sich größtenteils konjugierte Linolsäuren, u. a. 65–85 % Punicinsäure, von geringerem Anteil auch Palmitinsäure, Ölsäure, Linolsäure, Stearinsäure, Sterine, Steroide und Cerebroside.

### Blätter
Die Blätter eines Granatapfels sind reich an Mineralstoffen wie Natrium, Eisen oder Kalium, je nachdem, wie weit die Entwicklung des Blattes fortgeschritten ist. So enthalten ältere Blätter z. B. viel Calcium oder Eisen, junge Blätter dagegen eher Kalium. Allgemein lassen sich auch Tannine und Glykoside, diese mit dem Aglycon Apigenin, nachweisen.

### Nährwerte der frischen Frucht

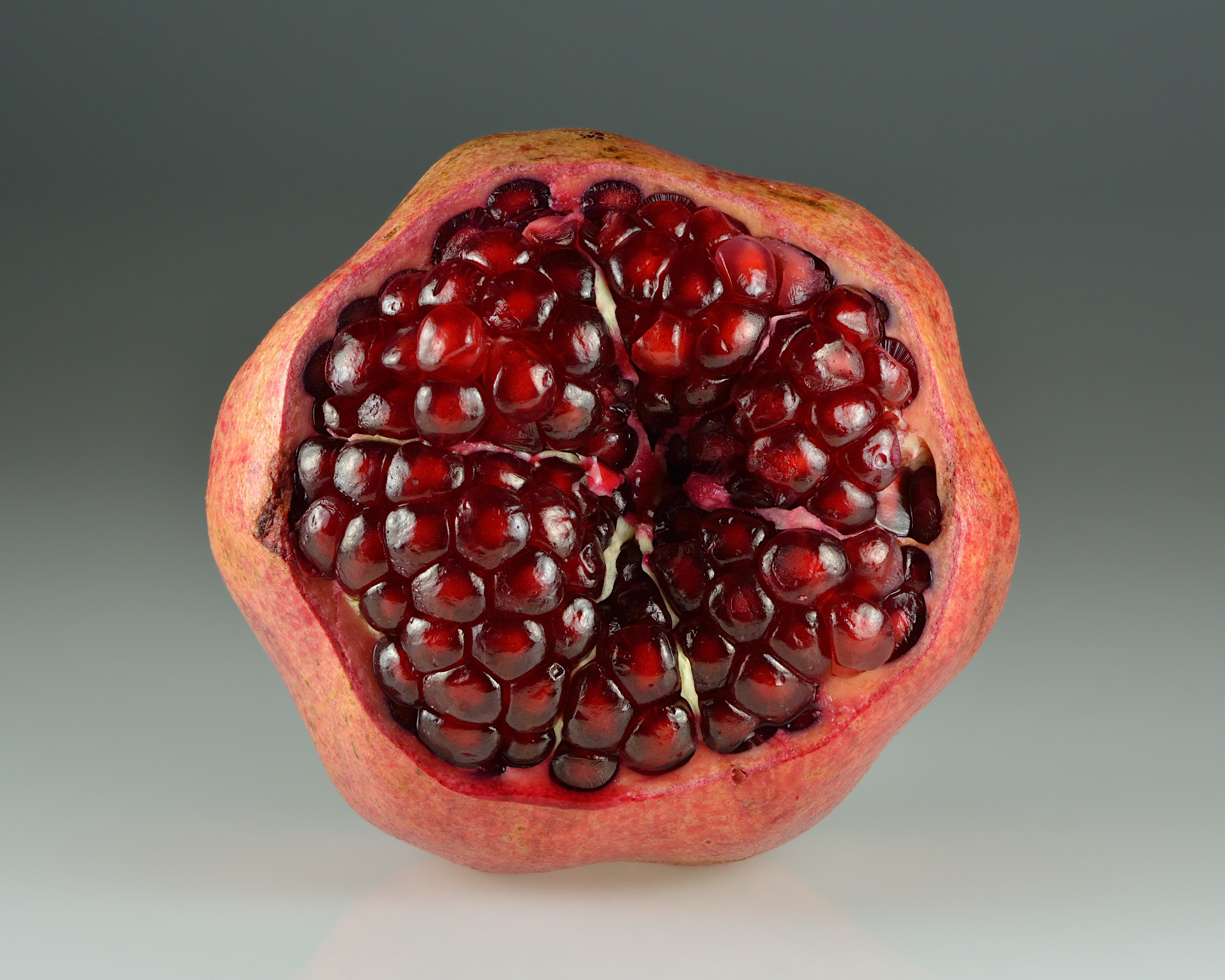
Geöffneter Granatapfel

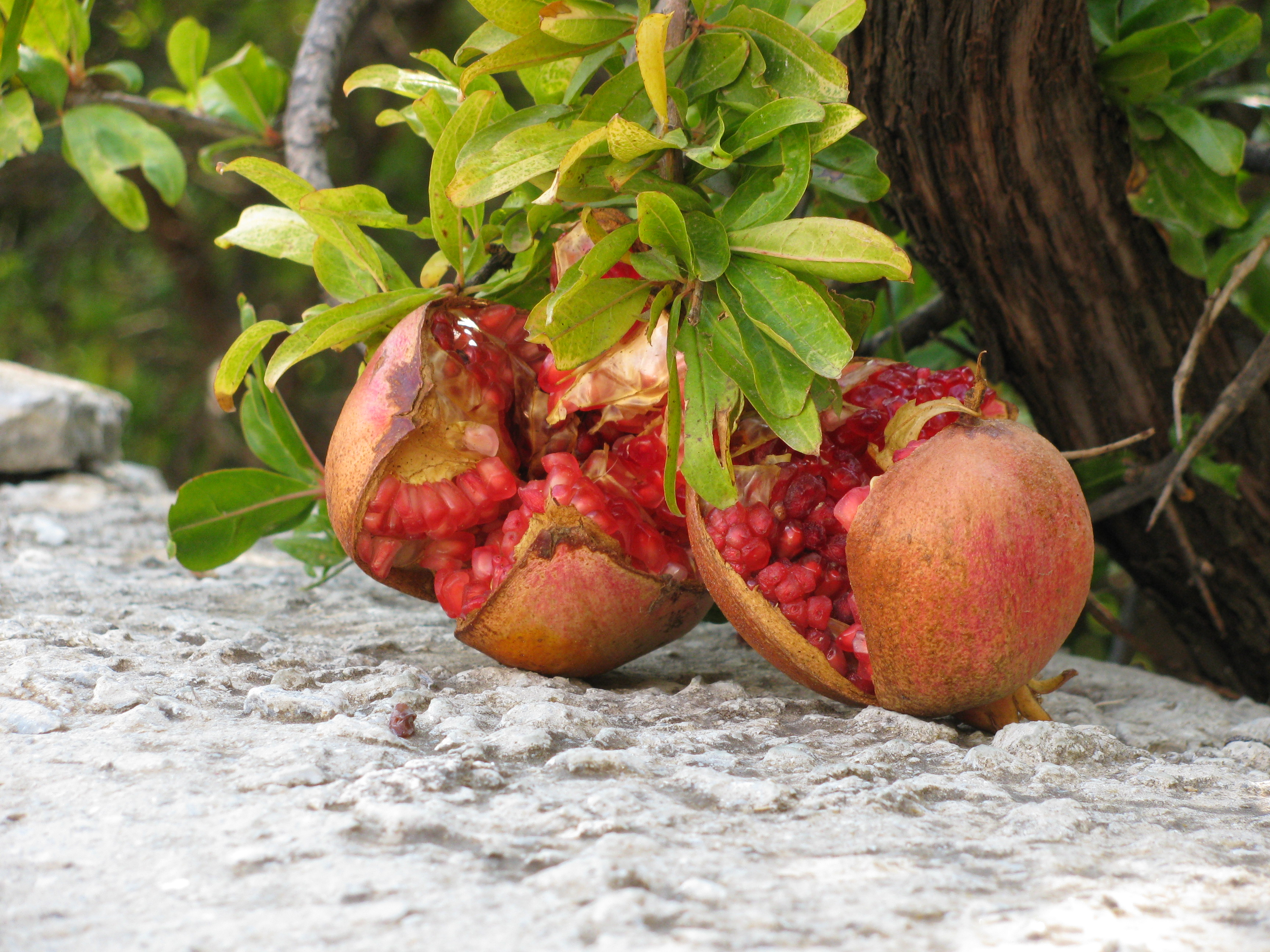
Reife Granatäpfel am Baum

Der frische Granatapfel ist von etwa Juni bis Dezember im deutschsprachigen Raum erhältlich. In den ersten Monaten stammt er meist aus Marokko, Israel oder Tunesien, ab Oktober aus Spanien und Italien. Nachfolgend die Energiegehalte und Hauptbestandteile in 100 g essbarem Anteil:
- 316 kJ (74 kcal)
- 79,1 g Wasser
- 0,7 g Eiweiß
- 0,6 g Fett
- 16,1 g Kohlenhydrate
- 2,2 g Ballaststoffe

Der im Granatapfel enthaltene Zucker teilt sich in 7,9 g Fructose und 7,2 g Glucose auf.

### Medizinische Bedeutung
Historisch wurden Granatäpfel und Granatapfelblüten zur Behandlung verschiedener Krankheiten genutzt, beispielsweise zur Behandlung von Durchfall und Geschwüren. Die Wurzel, die Rinde und die gekochte Schale wurden bis ins Mittelalter als Anthelminthikum gegen Bandwürmer eingesetzt. Die gegen Bandwürmer aktiven Wirkstoffe sind die Alkaloide wie Pelletierin. In der Unani-Medizin werden Granatäpfel zur Behandlung von Diabetes mellitus verwendet.
Der Granatapfel verfügt, selbst im Vergleich zu Rotwein und Blaubeeren, über besonders viele Polyphenole, die für positive gesundheitliche Effekte verantwortlich sein könnten. Bei Granatapfelprodukten gibt es beträchtliche Unterschiede bezüglich Qualität und Gehalt an wirksamen Polyphenolen. Da nicht nur die Frucht selbst, sondern auch andere Teile des Baumes reich an sekundären Pflanzenstoffen mit möglicher therapeutischer Bedeutung sind, ist die Pflanze in den letzten Jahrzehnten auch in den Fokus wissenschaftlichen Interesses gerückt.
Gemäß Einschätzung der Europäischen Behörde für Lebensmittelsicherheit (EFSA) von 2010 haben weder extrahierte Inhaltsstoffe noch Granatapfelsaft eine positive Wirkung auf Herz-Kreislauf-Gesundheit, Cholesterinwert des Blutes, Blutzucker, auf die Potenz oder entfalten eine antioxidative Wirkung.
Eine Metaanalyse von acht randomisierten placebokontrollierten Studien (RCT) zeigte, dass der regelmäßige Konsum von Granatapfelsaft den systolischen und diastolischen Blutdruck senkt. Dies konnte aber auch für Orangensaft gezeigt werden.
Mögliche entzündungshemmende Effekte von Granatapfelsaft wurden in einer Metaanalyse von fünf RCTs untersucht. Die Autoren kommen zu dem Ergebnis, dass Granatapfelsaft keinen Einfluss auf die Senkung des CRP-Spiegels im Blut hat, unabhängig davon, wie lange Granatapfelsaft konsumiert wurde. Auch ein vorgeschlagener Effekt auf das Lipidprofil im Blut (z. B. Cholesterinlevel oder HDL-C) konnte durch die Auswertung bei weiterer RCTs nicht gezeigt werden, eine Behandlung bei Hyperlipoproteinämie ist daher zweifelhaft.
Die präventive bzw. auch therapeutische Wirkung des Granatapfelsaftes auf Prostatakrebs ist Gegenstand intensiver Forschung; es wurden zahlreiche diesbezügliche Studien durchgeführt. Es ist hierbei der am besten untersuchte Pflanzenstoff bei Prostatakrebs. Im Mittelpunkt steht die Auswertung des PSA-Wertes (prostataspezifisches Antigen), das als zentraler Marker für einen Therapieerfolg gewertet wird. Die Ergebnisse zahlreicher Studien sind uneinheitlich, es fehlen verlässliche Überlebensdaten. Außerdem ist nicht bekannt, ob sich ein möglicher positiver Einfluss auf den PSA-Wert ebenfalls auf den Tumor auswirkt. Die Datenlage ist zu begrenzt, um Aussagen über eine Therapieform (als Ergänzung oder als Ersatz für die die klassische Therapieform) zu treffen. Zwar ist die Einnahme von Granatapfelsaft an sich nebenwirkungsarm. Ein pauschaler Gebrauch oder eine Dauereinnahme von Granatapfelprodukten bzw. Granatapfel-Nahrungsergänzungsmitteln bei Patienten mit Prostatakarzinom wird nicht empfohlen, insbesondere wenn sie in hoher Dosierung erfolgt.
Es kann zwischen Granatapfelsaft und bestimmten Medikamenten zu Wechselwirkungen kommen. Die Inhaltsstoffe hemmen wirkstoffabbauende Enzyme in Darm und Leber, wodurch bestimmte Medikamente (z. B. Sildenafil oder Blutgerinnungshemmer mit den Wirkstoffen Phenprocoumon/Warfarin) im Körper langsamer abgebaut werden. Dadurch können sich toxische Mengen im Körper anreichern. Darüber hinaus sind teilweise insbesondere durch das Internet beworbene Nahrungsergänzungsmittel in Form von Konzentraten und Pulvern hochgradig verfälscht. Statt Granatapfelsaft werden Fremdfrüchte wie beispielsweise Trauben, Kirschen und Apfel eingesetzt sowie künstlicher Farbstoff, Zucker und Säuren. Schließlich wurden bei Granatapfelprodukten Höchstmengenüberschreitungen der Pflanzenschutzmittel Acetamiprid, Fosetyl, Cyfluthrin, Cyprodinil und Prochloraz beobachtet.

## Kulturgeschichte

### Religion
Der Granatapfel ist das Symbol der syrischen Göttin Atargatis.

#### Griechische Mythologie
Im antiken Griechenland wurde der Granatapfel den Gottheiten der Unterwelt, Hades und Persephone zugeschrieben. Der Unterweltgott Hades entführte Persephone in die Unterwelt. Göttervater Zeus beschloss, das Mädchen dürfe zurück zu seiner Mutter Demeter, wenn es in der Unterwelt nichts gegessen habe. Kurz vor ihrer Rückkehr drückte Hades ihr sechs Granatapfelkerne in den Mund. Da sie nun doch etwas in der Unterwelt gegessen hatte, musste sie ein Drittel des Jahres in der Unterwelt mit Hades regieren und durfte die anderen zwei Drittel mit ihrer Mutter Demeter verbringen.
Den Streit der Göttinnen Hera, Athene und Aphrodite, wer die Schönste von ihnen sei, beendete der Trojaner Paris, indem er Aphrodite einen Apfel (Granatapfel) überreichte (siehe Urteil des Paris).

#### Bibel
Der Granatapfel wird mehrfach im Tanach bzw. Alten Testament erwähnt. Er gilt als eine der bedeutsamen sieben Früchte, mit denen das Gelobte Land Israel gesegnet war. Granatäpfel waren laut der Schilderung in 2 Mos 28,33f.  Teil des Efods des Hohepriesters, dessen Anfertigung Gott den Israeliten befohlen haben soll. Die abschließenden Knäufe der beiden ehernen Säulen Jachin und Boas vor dem Salomonischen Tempel wurden laut 1 Kön 7,18  von zwei Reihen Granatäpfeln geschmückt. König Saul verweilte nach 1 Sam 14,2  unter einem Granatapfelbaum. Im Hohelied Salomos wird das Wort Granatapfel mehrere Male verwendet, um die Schönheit einer Frau zu untermalen (4,3 , 4,13 , 6,7 ). Schließlich findet sich der Granatapfelbaum noch bei den Propheten Joel 1,12  und Haggai 2,19 . Nach einem jüdischen Mythos hat der (perfekte) Granatapfel 613 Kerne, die Zahl der jüdischen Mitzwot (Gebote), die die Tora laut Talmud enthält.

#### Koran
Die Frucht wird auch im Koran erwähnt. Das Vieh (6. Sure), 99: „Und Er ist es, Der Wasser niedersendet aus der Wolke, damit bringen Wir alle Art Wachstum hervor; mit diesem bringen Wir dann Grünes hervor, daraus Wir gereihtes Korn sprießen lassen, und aus der Dattelpalme, aus ihren Blütendolden, (sprießen) niederhängende Datteltrauben, und Gärten mit Trauben, und die Olive und den Granatapfel – einander ähnlich und unähnlich. Betrachtet ihre Frucht, wenn sie Früchte tragen, und ihr Reifen. Wahrlich, hierin sind Zeichen für Leute, die glauben.“
Das Vieh (6. Sure), 141: „Er ist es, Der Gärten wachsen lässt, mit Rebspalieren und ohne Rebspaliere, und die Dattelpalme und Getreidefelder, deren Früchte von verschiedener Art sind, und die Olive und den Granatapfel, einander ähnlich und unähnlich. Esset von ihren Früchten, wenn sie Frucht tragen, doch gebet Ihm die Gebühr davon am Tage der Ernte und überschreitet die Grenzen nicht. Wahrlich, Er liebt die Maßlosen nicht.“
Der Aufenthaltsort der Rechtgläubigen nach ihrem Tode ist ein Garten, „durcheilt von Bächen“ (Sure 2, 25), in denen zahlreiche Früchte wachsen. An Pflanzen werden Palmen, Rebstöcke (2, 266; 17, 91; 36, 34) und Granatäpfel (55, 68) erwähnt. „In beiden werden Früchte sein, und Datteln und Granatäpfel.“

### Symbolik

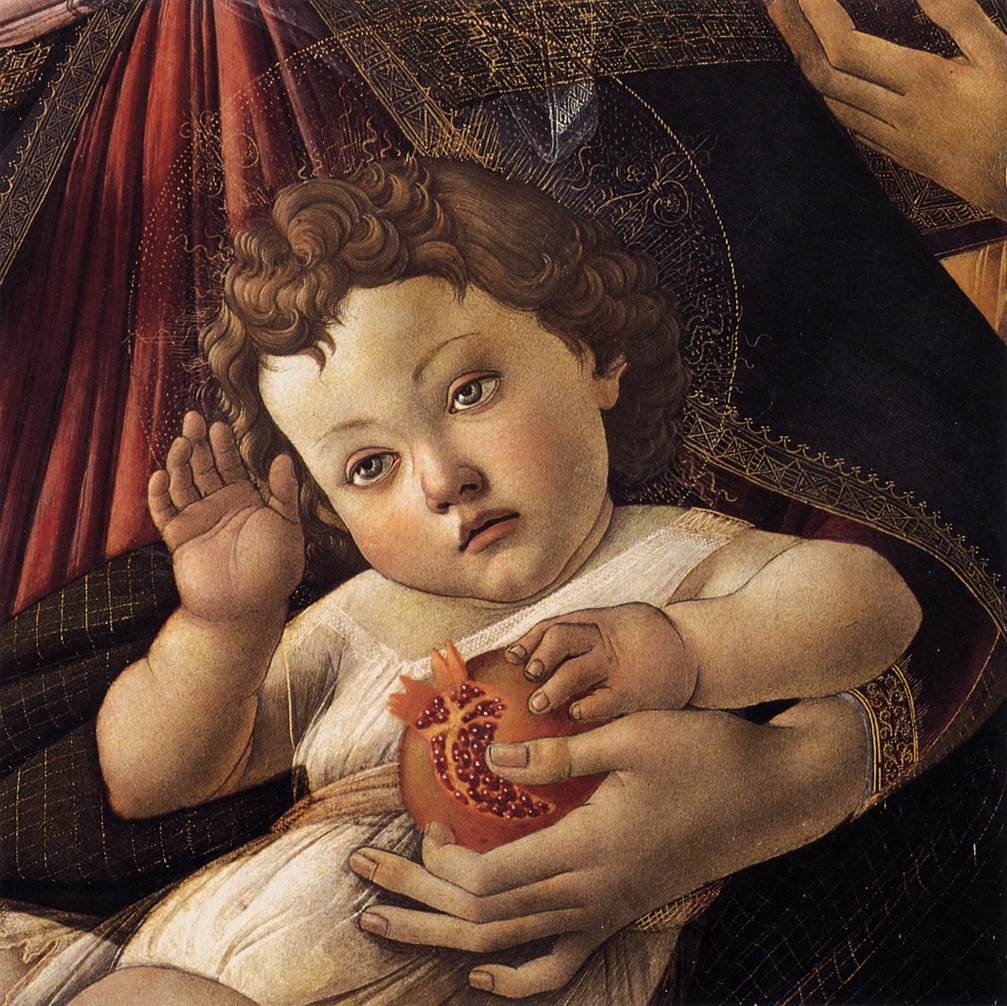
Sandro Botticelli: Detail aus der Madonna mit dem Granatapfel, 1487

Der Granatapfel ist ein Symbol für Leben und Fruchtbarkeit, aber auch für Macht (Reichsapfel), Blut und Tod. In der christlichen Symbolsprache kann der Granatapfel für die Kirche als Ekklesia stehen, als Gemeinschaft der Gläubigen. Er symbolisiert auch das Enthaltensein der Schöpfung in Gottes Hand bzw. Vorsehung. Er ist außerdem auch Symbol des Priesterstandes, weil er in seiner harten Schale (= Askese des Priesterstandes) reiche Frucht trägt. Aufgrund dieser Symbolik taucht der Granatapfel in zahlreichen mittelalterlichen Tafelgemälden auf. Auf der von Matthias Grünewald 1517/1519 geschaffenen Stuppacher Madonna spielt das Jesuskind mit einem Granatapfel, den ihm seine Mutter Maria reicht. Diese Darstellung steht in der Tradition der seit dem Hochmittelalter nachgewiesenen Marientitel als „Mutter der Kirche“ (mater ecclesiae).
Der Orden der Barmherzigen Brüder hat als Emblem einen Granatapfel mit Kreuz. Der Orden wurde in der spanischen Stadt Granada gegründet, die den Granatapfel in ihrem Wappen führt; außerdem ist der Granatapfel in der katholischen Kirche ein Symbol für Jesus.
Die Stadt Granada, die gleichnamige Provinz und viele ihrer Orte sowie Teile des Wappens von Spanien führen den Granatapfel im Wappen, der das alte Königreich Granada nach der Übernahme durch die christlichen Herrscher Spaniens repräsentiert. Die Flagge Spaniens zeigt das Staatswappen und folglich ebenfalls einen Granatapfel (unten in der Mitte des Wappens). Die umliegende Landschaft ist heute noch ein bedeutendes Anbaugebiet.
In China gilt der Granatapfel wegen seiner vielen Kerne als Symbol für Fruchtbarkeit und Kinderreichtum. In der persischen Dichtung steht der Granatapfel auch metaphorisch für die weibliche Brust und eine gesunde Gesichtsfarbe.

### Der Granatapfel in der Literatur
Der Philosoph Jacques Derrida verweist in einem seiner Texte auf die religiöse Symbolik des Granatapfels.
Der Schriftsteller Stefan Andres veröffentlichte 1950 einen Gedichtband mit dem Titel „Der Granatapfel“.

## Sonstiges
- Der Granatapfel gab der Granate und den roten Schmuckstein-Varietäten der Granatgruppe den Namen.